# Neraïdochóri
Neraïdochóri är en ort i Grekland.   Den ligger i prefekturen Trikala och regionen Thessalien, i den centrala delen av landet, 260 km nordväst om huvudstaden Aten. Neraïdochóri ligger 1 117 meter över havet och antalet invånare är 279.
Terrängen runt Neraïdochóri är kuperad åt nordost, men åt sydväst är den bergig. Runt Neraïdochóri är det glesbefolkat, med 9 invånare per kvadratkilometer. Närmaste större samhälle är Eláti, 9,2 km öster om Neraïdochóri. Trakten runt Neraïdochóri består till största delen av jordbruksmark.